# 石田鮎美
石田 鮎美（いしだ あゆみ、1986年8月23日 - ）は、MC企画に所属していたフリーアナウンサーである。

## 略歴
大阪府四條畷市出身。同志社女子大学を卒業。身長155cm。
- 大阪のアナウンス養成学校生田教室に通い[1]、2009年、NHK松山放送局に契約キャスターとして採用される。松山では情報番組を中心に4年間活動。2013年からは地元であるNHK大阪放送局の契約キャスターとなり、主に『ニュースほっと関西』のリポーターを務めた。
- 2017年3月をもってNHKとの契約を終了し、2017年4月よりフリーアナウンサーとしてMC企画に所属する。
- 夫の東京転勤を受け、年度末の2018年3月をもって関西での活動を引退することを発表する[2]。
- 2022年8月より秋田県へ移住し、秋田放送、秋田ケーブルテレビなどの番組に出演している。

## 人物
趣味はカフェ巡り、カラオケで、十八番は『ブルー・ライト・ヨコハマ』である。

## 担当番組
- いよかんワイド （NHK松山放送局、2009年度から）
- いよ×イチ （NHK松山放送局、2011年度から）
- お元気ですか日本列島
- ひるたま （NHK松山放送局）
- 伊予路てくてく （NHK松山放送局）
- 四国謎解き行脚 （NHK松山放送局）
- 情報まるごと （2013年度から番組終了）
- ニューステラス関西 （NHK大阪放送局、2013年度から番組終了）
- ニュースほっと関西 （NHK大阪放送局、2015年度から2016年度）
- キラりん滋賀（びわ湖放送、2017年度）
- 京bizX （KBS京都、2017年度）
- さきがけニュース（秋田放送、2022年度～）
- し～なチャン（秋田ケーブルテレビ、2022年度～）